# Esquí acuático en los Juegos Suramericanos de 2014: Figuras femenino
La prueba de figuras femenino de esquí acuático en Santiago 2014 se disputó en la Laguna Los Morros entre los días 7 y 8 de marzo de 2014, en los cuales se celebró la competencia preliminar y final respectivamente. Participaron 14 atletas de esta disciplina.

## Resultados

### Preliminares
| Rank | Nombre                  | País      | Puntaje | Notas |
| ---- | ----------------------- | --------- | ------- | ----- |
| 1    | Natalia Cuglievan       | Perú      | 6820    | Q     |
| 2    | Valentina González      | Chile     | 5850    | Q     |
| 3    | Lorena Botana           | Argentina | 4560    | Q     |
| 4    | Fernanda Naser          | Chile     | 4550    | Q     |
| 5    | Paula Jaramillo         | Colombia  | 4360    | Q     |
| 6    | María Alejandra de Osma | Perú      | 4020    | Q     |
| 7    | Terhi Gisler            | Argentina | 3490    |       |
| 8    | Ángela Delgado          | Colombia  | 3160    |       |
| 9    | Silvia Zarrate          | Colombia  | 2970    |       |
| 10   | Valentina Patricio      | Argentina | 2340    |       |
| 11   | María Delfina Cuglievan | Perú      | 1920    |       |
| 12   | Ana Chamorro            | Venezuela | 860     |       |
| 13   | Vanessa Phelan          | Venezuela | 360     |       |
| 14   | Martín Ávila            | Ecuador   | 40      |       |

### Final
| Rank              | Nombre                  | País      | Puntaje |
| ----------------- | ----------------------- | --------- | ------- |
| Medalla de oro    | Natalia Cuglievan       | Perú      | 7320    |
| Medalla de plata  | Fernanda Naser          | Chile     | 5170    |
| Medalla de bronce | Valentina González      | Chile     | 5150    |
| 4                 | Paula Jaramillo         | Colombia  | 5130    |
| 5                 | Laura Botana            | Argentina | 4480    |
| 6                 | María Alejandra de Osma | Perú      | 1100    |